# Кохання (фільм, 2019)
«Кохання» (англ. Deep Love) — український короткометражний анімаційний комедійний фільм 2019 року режисера Микити Лиськова.

## Сюжет
Історія кохання за допомогою символів. Стрічка складається з епізодів, не пов’язаних між собою сюжетно і стилістично, які мають єдиний настрій та єдиний сенс. Фільм знятий без слів, дотепна історія-роздум про стосунки між людьми розкривається через звуки.

## Акторський склад
- Софія Байбакова

## Знімальна група
- Режисери-постановники: Микита Лиськов
- Сценаристи: Микита Лиськов
- Художники-постановники: Микита Лиськов
- Композитори: Kurs Valüt, Олексій Дьячков
- Режисери монтажу: Антон Байбаков
- Аніматори: Микита Лиськов
- Продюсери: Андрій Границя
- Виконавчі продюсери: Олександр Максимчук
- Актори озвучування: Софія Байбакова